# Disney Music Group
Disney Music Group (nota anche con la sigla DMG e in passato come Buena Vista Music Group) è la divisione che si occupa del settore musicale dei The Walt Disney Studios, a sua volta una delle principali divisioni operative del conglomerato statunitense dello spettacolo e dell'intrattenimento The Walt Disney Company.
Il gruppo, che ha sede presso il Frank G. Wells Building di Burbank, in California, è presieduto da Ken Bunt e opera nel settore della produzione, della promozione e della distribuzione musicale attraverso alcune divisioni e società controllate, coprendo diversi settori di mercato, dalle colonne sonore alla musica mainstream e dal profilo meno commerciale.

## Etichette e divisioni

### Walt Disney Records
Fondata nel 1956 come Disneyland Records su iniziativa di Roy O. Disney, fu creata per la composizione e la distribuzione delle musiche dei corti d'animazione della Disney, precedentemente affidate a partner esterni, come Capitol Records e RCA Records.
Oggi opera nel settore della musica e dell'intrattenimento rivolto ad un pubblico per lo più infantile, adolescenziale e alle famiglie e le sue principali attività sono la produzione, la promozione e la distribuzione di colonne sonore di film e serie televisive della Walt Disney Pictures e di Disney Channel, anche attraverso l'etichetta Disney Sound, la promozione di artisti provenienti dal mondo Disney e la distribuzione delle compilation di Radio Disney.

### Hollywood Records
Tra le principali case discografiche statunitensi, la Hollywood Records nacque sul finire degli anni '80 e oggi opera come un'etichetta indipendente all'interno del Disney Music Group, dedicandosi alla produzione e alla promozione musicale destinate ad un pubblico non infantile. La Hollywood Records si focalizza in particolare sui generi pop, rock, alternative e country con le etichette Hollywood Records, DMG Nashville e SafeHouse Records, e distribuisce le colonne sonore per diverse case cinematografiche, tra cui Marvel Studios, Touchstone Pictures, Lucasfilm e ABC Studios.

### Disney Music Publishing
È la società che controlla i diritti sull'intero catalogo musicale della Disney, incluse le colonne sonore di film, serie televisive e spettacoli teatrali. È attiva attraverso varie società controllate, tra cui:
- Walt Disney Music Company
- Wonderland Music Company
- Agarita Music, Buena Vista Music Co.
- Falferious Music
- Five Hundred South Songs
- Fuzzy Muppet Songs
- Hollywood Pictures Music
- Mad Muppet Melodies
- Holpic Music, Inc.

- Marvel Comics Music
- Marvel Superheroes Music
- Pixar Music
- Pixar Talking Pictures
- Seven Peaks Music
- Seven Summits Music
- Touchstone Pictures Music & Songs, Inc.
- Utapau Music

### Buena Vista Concerts
La Buena Vista Concerts è una società con sede a Los Angeles controllata dal Disney Music Group, che opera nel settore dell'organizzazione, della produzione e della sponsorizzazione di concerti legati alle produzioni musicali delle case discografiche del gruppo ed eventi a tema musicale tratti dai più noti lungometraggi della Walt Disney.